# مار کرمی شکل معمولی
 مار کرمی شکل معمولی (نام علمی: Ramphotyphlops braminus) نام یک گونه از تیره کورماران است.